# ファンカデリック
ファンカデリック（Funkadelic）は、ジョージ・クリントンがパーラメントと並行して1960年代末に結成したファンクバンド。Pファンクの主要プロジェクトのひとつ。

## 歴史
クリントンはザ・パーラメンツとして「(I Wanna) Testify」のヒットを放ったが、インヴィクタスに移籍する際に契約問題が発生し、別なグループ名を使用せざるを得なくなった。そのために使用したグループ名が「ファンカデリック」である。1970年にアルバム・デビューしている。主なメンバーはジョージ・クリントン、ブーツィー・コリンズ、バーニー・ウォーレルらで、パーラメントのメンバーとはかなりの部分が重複する。ブーツィーは、ジェームズ・ブラウンのバンドからPファンクへ移ったファンク・ベーシストだった。また、ファンカデリックのサウンドはギタリストの比重も大きかった。
ファンクがメインのパーラメントとは違い、ジミ・ヘンドリックスの影響を受けたサイケデリック・ロックに近いサウンドと、ファンクの両方の音楽性を持っていた。この傾向は1970年から1977年ごろまで続いたが、徐々にサイケ度は後退し、ファンク度も上がっていった。『ワン・ネイション・アンダー・ア・グルーヴ』(1978年)からは、ファンカデリックもファンク・ヒットを放つようになった。翌年の「(Not Just) Knee Deep」(1979年)もソウル・チャートでヒットしている。
ファンカデリックは、パーラメントと共に「ローリング・ストーンの選ぶ歴史上最も偉大な100組のアーティスト」において、第58位に選ばれている。

## ディスコグラフィ

### スタジオ・アルバム
- 『ファンカデリック』 - Funkadelic [2](1970年、Westbound) ※旧邦題『ファースト・アルバム』
- 『フリー・ユア・マインド…』[3] - Free Your Mind... and Your Ass Will Follow (1970年、Westbound)
- 『マゴット・ブレイン』[4] - Maggot Brain (1971年、Westbound)
- 『アメリカ・イーツ・イッツ・ヤング』[5] - America Eats Its Young (1972年、Westbound)
- 『コズミック・スロップ』[5] - Cosmic Slop (1973年、Westbound)
- 『スタンディング・オン・ザ・ヴァージ・オブ・ゲッティング・イット・オン』[6] - Standing on the Verge of Getting It On (1974年、Westbound)
- 『レッツ・テイク・イット・トゥ・ザ・ステージ』[6] - Let's Take It to the Stage (1975年、Westbound)
- 『テイルズ・オブ・キッド・ファンカデリック』[7] - Tales of Kidd Funkadelic (1976年、Westbound)
- 『ハードコア・ジョリーズ』[7] - Hardcore Jollies (1976年、Warner Bros.)
- 『ワン・ネイション・アンダー・ア・グルーヴ』[8] - One Nation Under a Groove (1978年、Warner Bros.)
- 『アンクル・ジャム・ウォンツ・ユー』[9] - Uncle Jam Wants You (1979年、Warner Bros.)
- Connections & Disconnections (1980年、Avenue)
- 『エレクトリック・スパンキング・オブ・ウォー・ベイビーズ』[9] - The Electric Spanking of War Babies (1981年、Warner Bros.)
- By Way of the Drum (2007年、Hip-O)
- 『トイズ〜ファンカデリシャス・アンリリースド・トラックス』 - Toys (2008年、Westbound)
- First Ya Gotta Shake the Gate (2014年、The C Kunspyruhzy)

### ライブ・アルバム
- 『ライヴ1971』 - Live: Meadowbrook, Rochester, Michigan – 12th September 1971 (1996年、Westbound)

### コンピレーション・アルバム
- Funkadelic's Greatest Hits (1975年、Westbound)
- The Best of the Early Years Volume One (1977年、Westbound)
- 『45回転のファンカデリック』 - Music For Your Mother: Funkadelic 45s (1993年、Westbound)
- Hardcore Funk Jam (1994年、Charly)
- 『ザ・ベスト・オブ・ファンカデリック』 - The Best of Funkadelic: 1976-1981 (1994年、Charly)
- 『ファイネスト〜ウェストバウンド・イヤーズ』 - Finest (1994年、Westbound)
- Ultimate Funkadelic (1997年、Music Club)
- The Very Best of Funkadelic 1976-1981 (1998年、Charly)
- The Best (1999年、Neon)
- Funk Gets Stronger (2000年、Recall)
- The Complete Recordings 1976-81 (2000年、Charly)
- Cosmic Slop (2000年、Castle Music)
- Suitably Funky (2000年、Castle Music)
- The Original Cosmic Funk Crew (2000年、Metro Music)
- Motor City Madness: The Ultimate Funkadelic Westbound Compilation (2003年、Westbound)
- The Whole Funk & Nothing But The Funk : Definitive Funkadelic 1976 - 1981 (2005年、Metro Music)
- Funkadelic (2007年、Disky)
- 『リワークド・バイ・デトロイターズ』 - Reworked by Detroiters (2017年、P-Vine Records)